# The Blackout
The Blackout: Invasion Earth (originaltitel russisk: Аванпост, translit.: Avanpost) er en russisk science fiction action-thriller film fra 2019 instrueret af Jegor Baranov.
Filmen handler om en begivenhed, hvor al strøm er afbrudt over hele Jorden, bortset fra en lille militær udpost et sted i Østeuropa. Al liv er ødelagt. Et fremmed rumskib lander på Jorden.
Filmen havde verdenspremiere den 15. marts 2019 på Cinequest Film & Creativity Festival og blev udgivet i Rusland den 21. november 21. november 2019. Filmen blev i Danmark udgivet på DVD. Filmen modtog blandede anmeldelser fra kritikerne.

## Medvirkende
- Ksenija Kutepova som Osmolovskaja
- Svetlana Ivanova som Olja
- Pjotr Fjodorov som Jura
- Konstantin Lavronenko som Dolmatov
- Aleksej Tjadov som Oleg